# Karl Schütte (Klarinettist)
Karl Schütte (* 1. April 1891 in Obernkirchen bei Bückeburg; † 11. Februar 1977 in Dresden) war ein deutscher Klarinettenvirtuose.

## Leben
Karl Schütte wurde 1891 als Sohn des Bergmanns Karl Schütte (geb. 1863) und dessen Frau Ernestine Warnecke in Obernkirchen bei Bückeburg im Fürstentum Schaumburg-Lippe geboren. Nach der Volksschule in seiner Heimatstadt besuchte er von 1905 bis 1909 die Schaumburger Musikschule in Rinteln/Weser; außerdem studierte er bei Eduard Heyneck (Klarinette) und Johannes Merkel (Harmonielehre und Kontrapunkt) am Königlichen Konservatorium der Musik zu Leipzig.
1913/14 war er an der Neuen Oper und 1914/15 am Stadttheater Hamburg tätig. Von 1915 bis 1918 nahm er am Ersten Weltkrieg teil. Von 1918 bis 1922 war er 1. Klarinettist am Opernorchester Frankfurt am Main. Danach wechselte er an die Sächsische Staatskapelle Dresden, wo er von 1923 bis 1964 Soloklarinettist war. Dort war er Mitglied der Bläser-Vereinigung. 1924 wurde er zusätzlich in das Bayreuther Festspielorchester berufen.
Außerdem war er Lehrer für Klarinette und Bläserensemblespiel an der Dresdner Orchesterschule sowie Mitglied im Reichsverband deutscher Tonkünstler und Musiklehrer. Zu seinen Schülern gehörten in jungen Jahren auch die nachmaligen Dirigenten Fritz Busch und Rolf Reuter.
Schütte, evangelisch, war ab 1923 mit Tilly Schuhmacher verheiratet. Er wohnte in Dresden-Wachwitz, Oberwachwitzer Weg 5b.

## Auszeichnungen
- 1964: Ehrenmitglied der Staatskapelle Dresden[7]
- 1971: Banner der Arbeit[8]